# Mostra internazionale di musica leggera 1966
La seconda edizione della Mostra internazionale di musica leggera si tenne a Venezia dal 7 al 9 luglio 1966.
Vincitrice fu Caterina Caselli con la canzone Perdono.
Ritira la Gondola d'oro per le vendite Mina con la canzone L'ultima occasione. 
La Gondola d'argento viene vinta da Rossano con la canzone Ca ces't Venice.
Nel cast vi erano artisti come Ornella Vanoni, Gigliola Cinquetti, Orietta Berti, Sergio Endrigo, Giorgio Gaber.

## Classifica
- 1º posto= Caterina Caselli - Perdono
- 2º posto= Gigliola Cinquetti - La Boheme
- 3º posto= Sergio Endrigo - Girotondo intorno al mondo
- 4º posto= Giorgio Gaber - La risposta al ragazzo della Via Gluck
- 5º posto= Mina - Ta-ra-ta-ta
- 6º posto= Orietta Berti - Quando la prima stella
- 7º posto= Gino Paoli - A che cosa ti serve amare
- 8º posto= Milva - Blue spanish eyes
- 9º posto= Iva Zanicchi - Fra noi
- 10º posto= Ornella Vanoni - Finalmente libera
- 11º posto= Bruno Lauzi - La donna del Sud
- 12º posto= Fred Bongusto - Prima c'eri tu

## Altri partecipanti
- Silvana Aliotta - Good-bye Venezia
- Alberto Anelli - Pioggia a Venezia
- Alain Barrière - Tu
- Paola Bertoni - Venezia no
- Luisa Ghini - Night gondola serenade
- Paolo Gualdi - Lei ama te, Venezia
- Enrico Macias - Solenzara
- Roberto Mancini - Perdonami, Venezia
- Vanis Rebecchi - Non è la fine
- Memo Remigi - Se fossi veneziano
- Rossano - Ca c'est Venice
- Salomé - Toda via
- Armando Savini - No, la notte no
- Sandie Shaw - Domani
- Tony Sheridan - Just you and me
- Les Surfs - Meritavi molto di più

## Piazzamenti in hit parade
| Artista          | Singolo                    | Pos. massima | Pos. annuale |
| ---------------- | -------------------------- | ------------ | ------------ |
| Caterina Caselli | Perdono                    | 4            | 25           |
| Mina             | Ta-ra-ta-ta                | 9            | 48           |
| Orietta Berti    | Quando la prima stella     | 22           | 74           |
| Milva            | Blue spanish eyes          | 24           | 78           |
| Sergio Endrigo   | Girotondo intorno al mondo | 30           | 98           |